# Aitzenbach
Der Aitzenbach ist ein etwa vier Kilometer langer rechter und südlicher Zufluss der Usa. Er entspringt auf Ober-Mörler Gebiet im Taunus Quellmulden am Nordhang des Winterstein-Taunuskamms unterhalb des Wintersteingipfels. Die einzelnen Quellbäche fließen im Wald nach Nordosten ab, die letzten etwa zwei Kilometer vereint, die letzten etwa anderthalb Kilometer durch Wiesen. Südlich des Ober-Mörler Ortsteils Maiberg liegt bei Flusskilometer 13,6 die Mündung in die Usa.

## Geographie

### Neuere Geschichte
Der Aitzenbach entspringt mehreren Quellen auf der Nordseite des Winterstein-Taunuskamms südlich von Ober-Mörlen. Sie entwässern zum Teil in künstlich angelegte Gräben, deren Verlauf mehrfach geändert wurde, so dass Kartenwerke die Wirklichkeit von 2019 nicht mehr wiedergeben. Zusätzlich sind wg. der ehemaligen militärischen Übungstätigkeit US-amerikanischer Panzertruppen aus der Friedberger Kaserne Ray Barracks nahe dem Kleinkastell „Am Eichkopf“ Waldwege verstärkt oder angelegt worden. Das hatte zur Folge, dass einzelne Quellbäche und Zuflüsse einfach abgeschnitten wurden, so wie der früher längste Ast des Aitzenbachs, der nun nur noch 2,6 km lang ist. Andererseits wurde der Boden des entwaldeten Übungsgeländes durch das Befahren mit Panzern so verdichtet, dass bei Starkregen enorme Abflüsse von der unbewaldeten Fläche entstanden, die Boden abtrugen und teilweise die B 275 im Usatal unpassierbar machten. So wurde an einem Zufluss des Aitzenbachs ein Speicherbecken angelegt, Gräben zu anderen Bächen wurden als Greiner-Verbauten ertüchtigt. Anlässlich des Zweiten Golfkriegs 1990/1991 wurden die übenden US-Truppen in den Irak verlegt, aus dem Panzerübungsgelände entstand das FFH-Gebiet 5617-302 Eichkopf bei Ober-Mörlen.

### Verlauf
Der Aitzenbach entspringt mehreren Quellen am Nordhang des Steinkopfs. Einige koinzidieren mit dem Beginn eines eigenen Quellasts, wenige sind gefasst, andere zeigen sich als Grundwasseraustritt in den Bachbetten. Einige der Bachbetten vermitteln den Eindruck einer natürlichen Entstehung, indem sie kurvenreich mäandrierend den Hang hinab fließen und teilweise tiefe Einschnitte, Runsen, ausbilden. Dies wird durch die örtlich in ihrer Menge und Schichtdicke variierende Bedeckung des Hangs mit feinem Schluff erleichtert. Es kann angenommen werden, dass starke Abflüsse vom zeitweise entwaldeten Steinkopf zur Ausbildung der Runsen entscheidend beitrugen. Andere Rinnsale sind in ihrer Geradheit und dem konstanten trapezförmigen Querschnitt als vom Forstbetrieb künstlich angelegte Gräben erkennbar. Und sie sind untereinander vernetzt. Viele dieser Gräben sind trocken und enden an einem später aufgeschütteten Damm, der zugleich eine Zufahrt für schwere Lkw zum ehemaligen militärischen Übungsgelände des heutigen FFH-Gebiets „Eichkopf bei Ober-Mörlen“ darstellt.

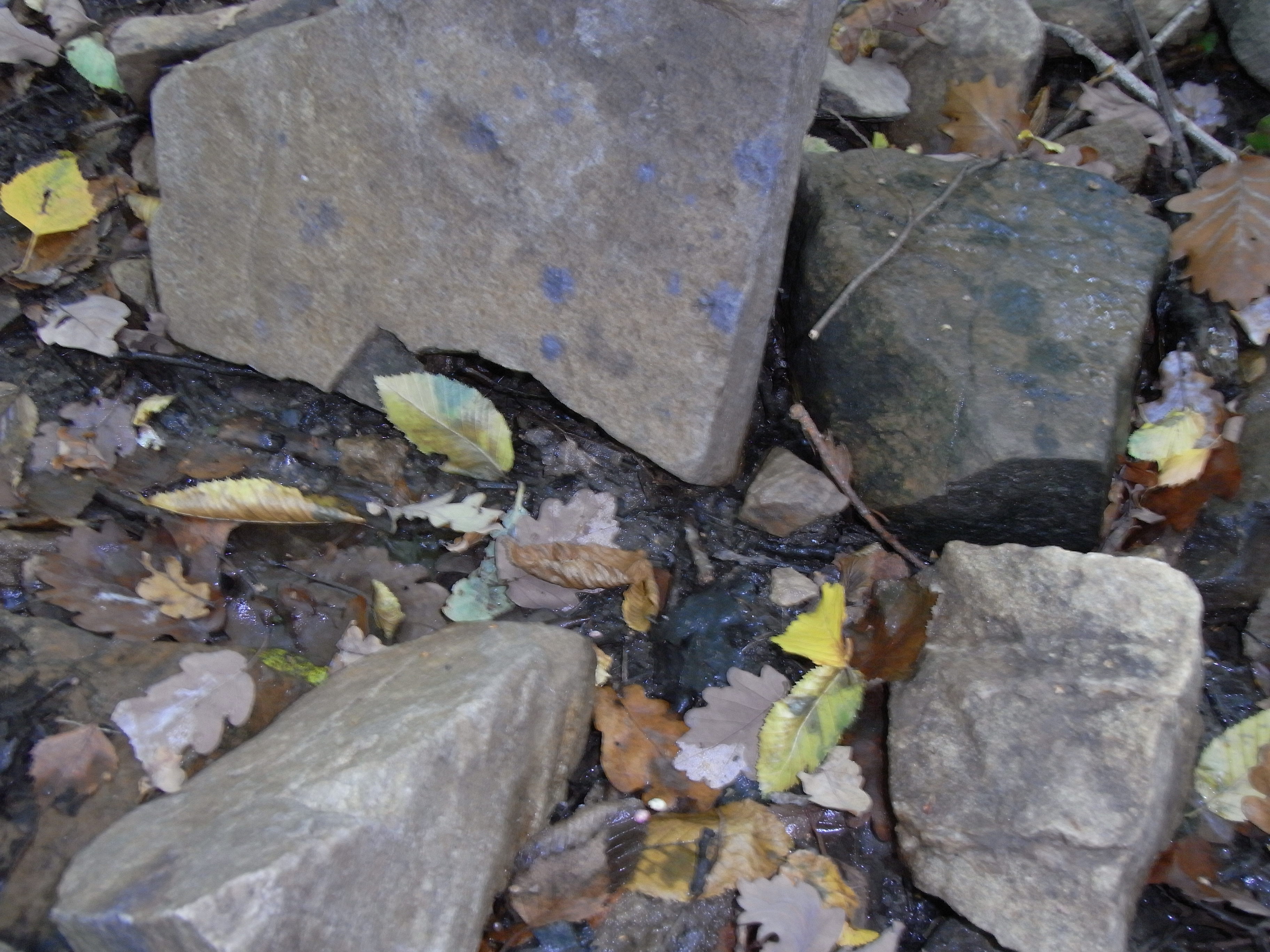
Verfärbte Sandsteinbrocken

Unterhalb dieses Wegs zeigen sich in der Flur Geißgräben die Fortsetzungen der abgeschnittenen Gräben als zumeist natürliche Runsen. Zu den unterbrochenen Bachläufen gehört auch der offiziell in Karten dargestellte Aitzenbach. Große Durchlässe unter dem Weg haben die Runsen des Hauptlaufs aus der höchsten und der zweithöchste Quelle. Einen kleineren Durchlass weist ein Graben vom FFH-Gebiet auf, der in eine alte Runse mündet, in die ein Damm gebaut wurde, dass ein zeitweilig gefüllter Stausee entstand, der Spitzenabflüsse vom FFH-Gebiet abmildern kann. Die etwa höher und parallel zu dem Dammweg verlaufende und mit Betonplatten ausgelegte Panzerstraße verfügt über eine Vielzahl von Durchlässen.
Oberhalb des Dammwegs haben die Bäche mehrfach Sandsteinbrocken frei gespült. Sie gehören offenbar zu den Rosbach-Rockenberger-Schichten, Sedimenten des Zechsteinmeers, die das herzynische oder variskische Taunus-Grundgebirge im Ostteil überdecken. Unterhalb das Dammwegs zeigen sich vermehrt quarzhaltige Gesteine in den Bachbetten.
Unterhalb des Pfingst- oder Tröpfelbrunnens, heute am Rand der Bewaldung, existierte bis ins 15. Jahrhundert hinein eine Wüstung, der Weiler Eizebach. Vermutlich gehörte die an der Usa gelegene Oelmühle zum Ort. 

#### Hauptlauf

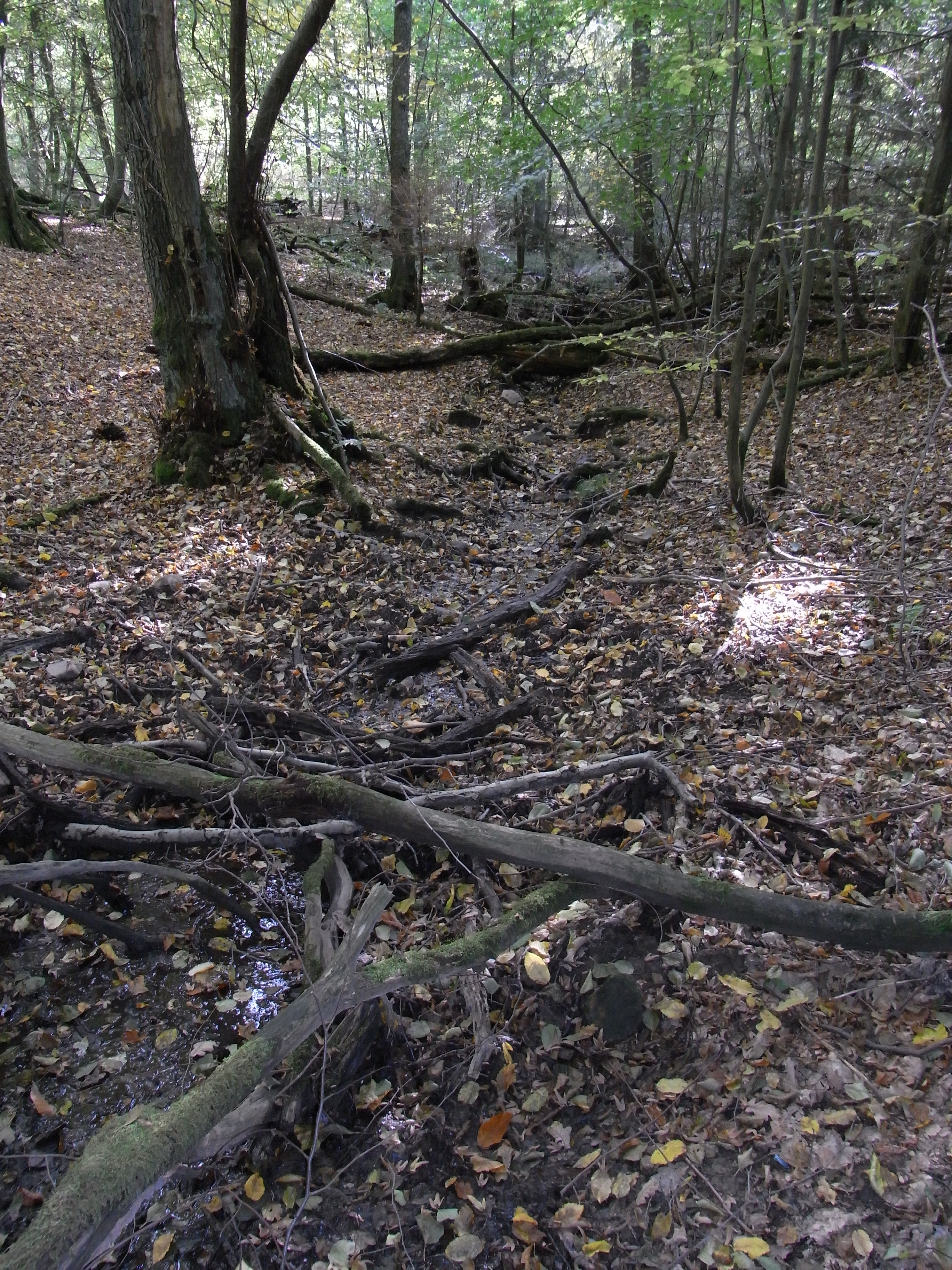
Hauptlauf unter Usinger Straße

Die höchste Quelle des Aitzenbachs ⊙ liegt, von Erlen gesäumt, in einem Mischwald südlich und oberhalb der Winterstein- oder Usinger Straße (in dem Bereich etwa 380–390 Meter hoch gelegen), der bis ins 19. Jahrhundert einzigen Verbindung zwischen Wetterau und Hintertaunus, etwa 100 Meter von ihr entfernt, ¾ km westlich der Gaststätte Forsthaus Winterstein auf 401 m Höhe. Im zunächst nordwärts und später nordostwärts führenden Bachlauf durch Misch- und Laubwald wird der Bach mehrfach aufgestaut. Der jüngste Stausee wurde im Frühjahr 2020 beim Erreichen der mit Betonplatten stark befestigten Straße zum FFH-Gebiet. Darunter ist der Bach in einen künstlich angelegten Graben umgeleitet worden, der in den ursprünglichen Bachlauf mündet. In einem großen Durchlass unterquert er einen Waldweg, der auf einem aufgeschütteten Damm verläuft, der viele vom Winterstein kommende Bäche einfach zuschüttet.
Die zweithöchste Quelle des Aitzenbachs ⊙ ist 376 m hoch und liegt, auch von Erlen gesäumt, in einem Mischwald nördlich und unterhalb der Winterstein- oder Usinger Straße und etwa ½ km Luftlinie nordwestlich der Gaststätte Forsthaus Winterstein. Sie bildet im Gelände eine deutlich erkennbare Mulde, die früher mit einer weiteren, in nordwestlicher Richtung etwas höher und etwa 15 Meter entfernt, verbunden war.
Etwa 50 Meter in südöstlicher Richtung von der zweithöchsten Quelle entfernt, liegt etwas höher auf der Nordseite eines abschüssigen Waldwegs eine weitere gefasste Quelle ⊙. Ihr Abfluss mündet auf der Westseite eines kreuzenden Waldwegs in den Quellast, der von der zweithöchsten Quelle des Aitzenbachs ausgeht. Der so vereinte Bachlauf hat unterhalb der stark befestigten Straße zum FFH-Gebiet ein streckenweise künstlich angelegtes Bett. Aus einem natürlichen Bett kommend unterquert er in einem großen Durchlass einen Waldweg, der auf einem aufgeschütteten Damm verläuft, der viele vom Winterstein kommende Bäche einfach zuschüttet. Dieser Quellast, nach 0,9 km, und der von der höchsten Quelle, nach 1,5 km, vereinigen sich bald unterhalb dieses Wegs auf 312 m Höhe zum Aitzenbach ⊙.
In dem schluffigen Boden unterhalb des aufgeschütteten Waldwegs konnte sich der Aitzenbach in ein mehrere Meter tiefes Kerbtal mit steilen Wänden, eine Runse, eingraben. In den steilen Talwänden treten wiederholt Quellen aus, die den Schluff wegspülen, dadurch Buchten ausbilden und so das tiefe steile Tal scheinbar mäandrieren lassen. Etwa 200 m unterhalb des Zusammenflusses mündet von links ein Bach in einer natürlichen Runse. Der Bach durchfließt bei ⊙ ein auf 306 m Höhe liegendes Staubecken. Es dient(e) der Aufnahme starker Abflüsse vom FFH-Gebiet. Bis zum Durchlass unter dem aufgeschütteten Waldweg bringen der Straßengraben des Wegs sowie ein Graben durch den Mischwald die Abflüsse vom FFH-Gebiet heran. Beide sind jeweils per Durchlass unter der mit Betonplatten befestigten Zufahrt zum ehemaligen Panzerübungsgelände an das FFH-Gebiet angeschlossen.
Etwa ½ km unterhalb der Mündung in den Aitzenbach liegen Fischteiche des Angelsportvereins ⊙. Sie werden vom Aitzenbach gespeist, der sie östlich umfließt und dabei den Bach aus der Runse des offiziellen Aitzenbach-Asts aufnimmt.

#### Nebenlauf

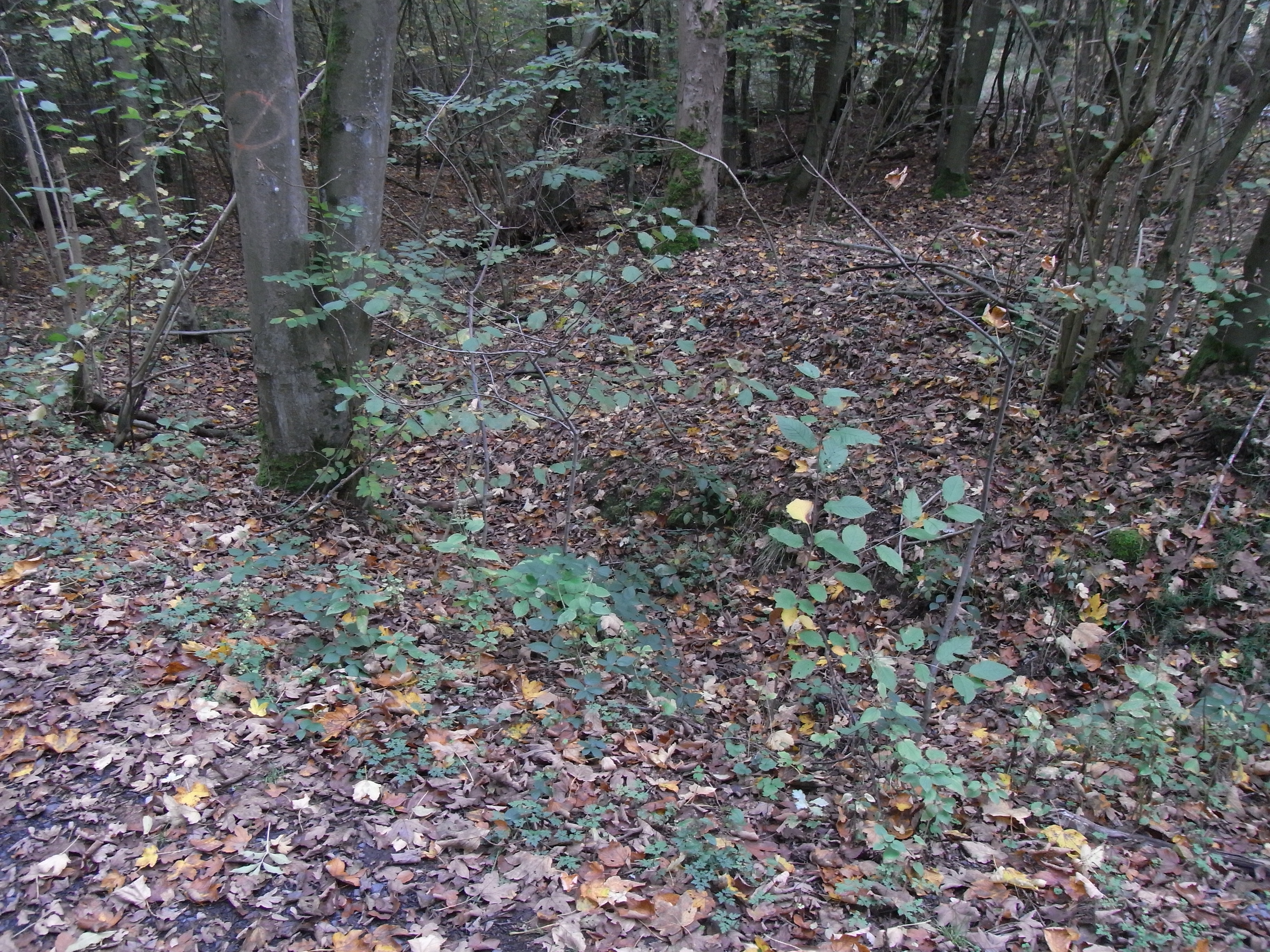
Nebenlauf oberhalb Panzerstraße

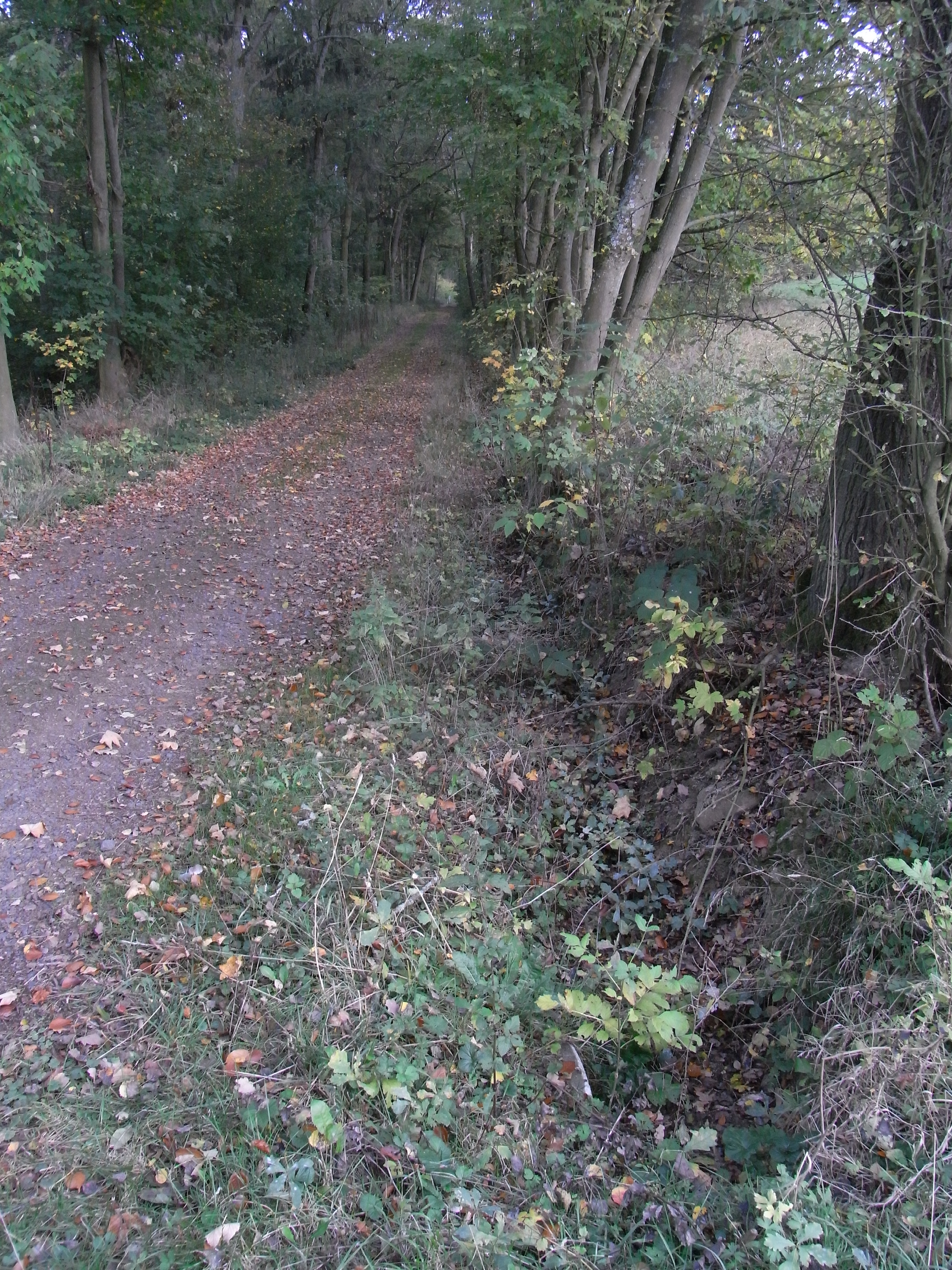
An Inges Baude: Bloß Straßengraben

In der Form eines Tümpels liegt in einem sehr dicht gewachsenen jungen Nadelwaldstreifen auf 415 m Höhe eine noch höher gelegene Quelle ⊙, etwa 350 m südlich und oberhalb der Winterstein- oder Usinger Straße bzw. 600 m Luftlinie südwestlich der Gaststätte Forsthaus Winterstein. Der hier entspringende Bach durchfließt einen kleinen Stausee und nahe der Straße ein Waldstück mit mehreren künstlich angelegten, sich kreuzenden oder miteinander verbundenen Gräben. Er mündet in den Straßengraben auf der Südseite und fließt in ihm ostwärts ab. Bei einem von Süden in einer Kurve steil in die Straße mündenden Waldweg unterquert der Bach die Straße und durchquert geradlinig und nordwärts, beiderseits mit Bäumen und Sträuchern bestanden, mit einem Knick eine zum früheren Forsthaus gehörende Streuobstwiese und Weide. Am Waldrand nimmt ihn das umzäunte Grundstück von Inges Baude, einer Wochenendhütte in Holzbauweise, auf und entlässt ihn in einen anderen Straßengraben. Etwa 15 m höher entwässert eine Quelle auf dem Grundstück in den gleichen Graben, der etwa 50 m darunter unter diesem und wenig später unter einem anderen Waldweg durchgeführt wird. Er mündet in ein natürliches Bachbett, das von der Winterstein- oder Usinger Straße westlich der Weide kommt. Wie die anderen Bäche ändert er unterhalb der stark befestigten Straße zum FFH-Gebiet seinen Charakter von natürlich nach künstlich.

#### Virtueller Nebenlauf?
Noch weiter oben am Winterstein-Taunuskamm liegt im WRRL-Viewer bzw. Geoportal des Landes Hessen eine weitere Quelle, die den offiziellen Ast des Aitzenbachs speist. Von dieser Quelle und dem dazu gehörenden Bachlauf ist 2019 nichts mehr zu sehen, es finden sich stattdessen im Gelände alte Abflussrinnen, Tümpel und Grundwasseraustritte. Es findet sich auch kein gerade gezogener Graben nordwestlich der Weide und es findet sich bei Inges Baude keine Verbindung zu einem Graben, der derzeit (2019) eine Windwurffläche durchquert und als östlichster Ast offiziell den Namen „Aitzenbach“ trägt. Dieser Ast endet, oder beginnt, an dem Waldweg, der auf einem aufgeschütteten Damm verläuft, der außer diesem noch weitere vom Winterstein kommende Bäche einfach zuschüttet ⊙ auf 315 Metern Höhe. Unterhalb dieses absperrenden Damms existiert der teils ursprüngliche Bachlauf noch etwa 700 m weiter. Der trockene Bachlauf durchquert eine im 20. Jahrhundert wieder aufgeforstete Flache aus Birken und Fichten (preislich sehr günstig). Auf seinen untersten etwa 100 m weist die alte Runse einige Grundwasseraustritte auf, die das Bett jedoch nicht durchgehend mit Wasser füllen. Nach Überqueren eines Waldwegs mündet das Bachbett in den Aitzenbach bei km 1,9.

#### Vereinigter Hauptlauf
Die Runsen der beiden Aitzenbach-Äste münden nahe beieinander in ein weites flaches Becken mit steilen Talwänden. Es bietet Platz für Fischteiche des Angelsportvereins, eine streckenweise Gabelung des vereinigten Aitzenbachs (und seiner Vereinigung), mehreren Quellen im sumpfigen oder anmoorigen Talboden sowie einen Erlen-Bruchwald. Es folgt auf der rechten Seite der gefasste Pfingst- oder Tröpfelbrunnen in der mehrere Meter hohen steilen Talwand. Jenseits der Geländekante steht nahebei eine Siedlung mit eingezäunten Wochenendhäusern. Von dort führt ein schmaler kombinierter Reit-, Rad- und Fußweg ins Tal hinab und durch eine Furt, die ergänzend ein behelfsmäßiger Steg begleitet. Am linken Ufer führt der Pfad die weniger steile Talwand hinauf zu einem Waldweg, der das FFH-Gebiet mit einer weiteren Siedlung mit Wochenendhäusern, Waldwiese-Boddenberg, verbindet und dabei die Fischteiche erschließt.
Unterhalb dieser Furt erreicht der Aitzenbach den Waldrand, in dem er zunächst bleibt. Nahe dem rechten Ufer gedeiht außerhalb des Waldes eine sauer-silikatische Magerwiese, die Klingelwiesen, die als Weide für Kälber und Pferde dienen. Vor dem Zweiten Weltkrieg diente diese hügelige eingezäunte Wiesenlandschaft, in die der Bach bald eindringt, der kollektiven Aufzucht der Kälber aus der Region. Heute steht u. a. auf der Wiese ein großes und hoch gebautes Rückepferd mit grauem Fell. Es wird von Hessenforst noch gelegentlich zu Waldarbeiten eingesetzt. Der Aitzenbach diente früher und dient heute als Viehtränke, wozu ergänzend ein steinerner Trog von einem Teilstrom durchflossen wird.
Die Wiese endet an einem asphaltierten Weg, der von der B 275 im Usatal hoch kommt und in die Siedlung Waldwiese-Boddenberg führt. Er erschließt über einen weiteren Weg die Wochenendhäuser im Süden am Tröpfelbrunnen und direkt die Weide und unterhalb von ihr weitere Fischteiche, die der Aitzenbach zwar speist, doch östlich umfließt. Mehrere trockene und Straßengräben münden in dem Bereich in ihn. Zusätzlich ändert der Aitzenbach für seinen letzten Kilometer die Fließrichtung von Südwest → Nordost in ungefähr Süd → Nord, einen letzten Abhang zur Usa hinab. Am linken Ufer steht zunächst noch Mischwald, der nach ¼ km durch ein lockeres Streuobst bis zur Bundesstraße abgelöst wird, rechts finden sich Wiesen- und Ackerflächen. Die letzten 300 m bis zur Usa ist der Aitzenbach von einer kräuterreichen Baum- und Strauchreihe gesäumt, die die als Mähwiese genutzte Usa-Aue quert.
Er mündet schließlich auf einer Höhe von etwa 175 m ü. NHN südlich des Ober-Mörler Siedlungsgebiets Maiberg bei km 13,62 von rechts und Süden in die dort zuletzt aus dem Nordosten kommende Usa.
Sein etwa 4 km langer Lauf endet circa 226 Höhenmeter unterhalb seiner Quelle, er hat somit ein mittleres Sohlgefälle von ungefähr 57 ‰.

### Flusssystem Usa
- Fließgewässer im Flusssystem Usa